# Kovači (gmina Raška)
Kovači (cyr. Ковачи) – wieś w Serbii, w okręgu raskim, w gminie Raška. W 2011 roku liczyła 203 mieszkańców.